# Sự xuất hiện hàng loạt hề kinh dị 2016

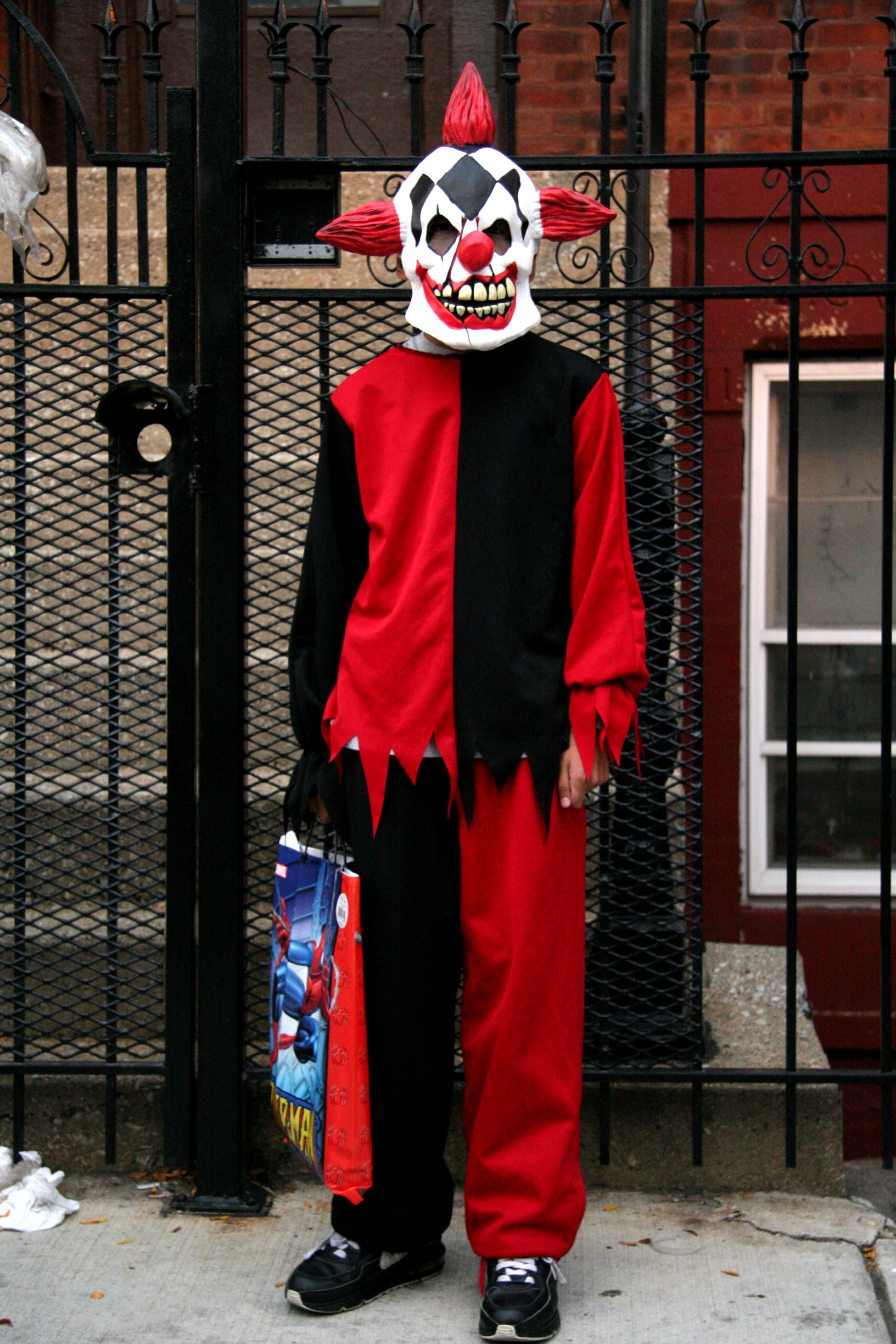
Một người ăn mặc như một chú hề ác

Sự xuất hiện các chú hề vào năm 2016 đề cập đến sự cố liên quan đến sự xuất hiện những người ăn mặc như những anh hề kinh dị tại các địa điểm không thích hợp, chẳng hạn như gần các khu rừng và các trường học. Những sự xuất hiện của họ đã được báo cáo lần đầu tại Hoa Kỳ và sau đó ở các nước phương Tây khác từ tháng 8 năm 2016. và các chuyện liên quan đến chú hề bị ảnh hưởng vì sự kiện này. Đây là những người hóa trang làm các anh hề quái dị để mà làm cho các người khác sợ hãi.